# 1424
| 1424               |
| ------------------ |
| Dødsfald - Fødsler |
|                    |

| Gregoriansk kalender | 1424 MCDXXIV            |
| Ab urbe condita      | 2177                    |
| Armensk kalender     | 873 ԹՎ ՊՀԳ              |
| Kinesiske kalender   | 4120 – 4121 癸卯 – 甲辰 |
| Etiopisk kalender    | 1416 – 1417             |
| Jødisk kalender      | 5184 – 5185             |
| Hindukalendere       |                         |
| - Vikram Samvat      | 1479 – 1480             |
| - Shaka Samvat       | 1346 – 1347             |
| - Kali Yuga          | 4525 – 4526             |
| Iransk kalender      | 802 – 803               |
| Islamisk kalender    | 827 – 828               |

Konge i Danmark: Erik 7. 1396-1439
Se også 1424 (tal)